# جیجاق تک‌رنگ
جیجاق تک‌رنگ (نام علمی: Aphelocoma unicolor)) یک گونه جیجاق‌های بوته‌ای است که بومی جنگل‌های ابر شمال غربی آمریکای مرکزی و جنوب و جنوب شرق مکزیک، از غرب هندوراس مرکزی تا گرروی مرکزی، وراکروز جنوبی و منتهی الیه جنوب سن لوئیس پوتوسی است. ظاهراً یکی از اعضای پایه‌ای سردهٔ آن است (Rice et al. 2003).